# Partido Laborista (Noruega)
El Partido Laborista (Bokmål: Arbeiderpartiet; Nynorsk: Arbeidarpartiet; A/Ap), anteriormente conocido como Partido Laborista Noruego (en noruego, Det norske Arbeiderparti, DNA) o más precisamente Partido del Trabajador (Arbeider: Trabajador) es un partido socialdemócrata noruego, el principal partido político del país. Fue el socio principal de la coalición rojiverde en el gobierno de 2005 a 2013 y su líder, Jens Stoltenberg, fue el primer ministro. Actualmente, el partido está dirigido por Jonas Gahr Støre.
El Partido Laborista está comprometido oficialmente con los ideales socialdemócratas. Su lema desde la década de 1930 ha sido "todos deben ser parte" y tradicionalmente, el partido busca un fuerte estado de bienestar financiado a través de impuestos. Desde la década de 1980, el partido ha incluido más de los principios de una economía social de mercado en su política, permitiendo así, la privatización de activos y servicios de propiedad estatal y reduciendo la progresividad del impuesto sobre la renta, tras la ola de liberalización económica durante la década de 1980. Durante el primer gobierno de Stoltenberg, las políticas del partido se inspiraron en el programa del Nuevo Laborismo de Tony Blair en el Reino Unido y supusieron la mayor privatización realizada por un gobierno en Noruega hasta esa fecha. El partido ha sido descrito con frecuencia como cada vez más neoliberal desde la década de 1980, tanto por los politólogos como por sus opositores de izquierda. El Partido Laborista se perfila como un partido progresista que suscribe la cooperación tanto a nivel nacional como internacional. Su rama juvenil es la Liga Juvenil Trabajadora. El partido es miembro del Partido de los Socialistas Europeo y de la Alianza Progresista. Anteriormente fue miembro de la Comintern (1919-1923), del Centro Marxista Revolucionario Internacional (1932-1935), de la Internacional Obrera y Socialista (1938-1940) y de la Internacional Socialista (1951-2016). El Partido Laborista siempre ha sido un firme partidario de la pertenencia de Noruega a la OTAN y ha apoyado la adhesión de Noruega a la Unión Europea en dos referendos. Durante la Guerra Fría, cuando el partido estuvo en el gobierno la mayor parte del tiempo, el partido alineó estrechamente a Noruega con los Estados Unidos a nivel internacional y siguió una política anticomunista a nivel interno a raíz del discurso de Kråkerøy de 1948 que culminó con la incorporación de Noruega como miembro fundador de la OTAN en 1949.
Fundado en 1887, el partido fue aumentando su apoyo hasta convertirse en el mayor partido de Noruega en las elecciones parlamentarias de 1927, posición que ha mantenido desde entonces. Ese año también se consolidaron los conflictos que rodearon al partido durante la década de 1920 tras su adhesión a la Comintern. Formó gobierno por primera vez en 1928 y ha estado al frente del mismo durante todos los años, salvo dieciséis, desde 1935. De 1945 a 1961, el partido tuvo mayoría absoluta en el Parlamento noruego, lo cual no ha vuelto a ocurrir en la historia de Noruega hasta hoy. El dominio electoral del Partido Laborista durante los años sesenta y principios de los setenta se vio interrumpido inicialmente por la competencia de partidos de izquierda más pequeños, principalmente del Partido Popular Socialista. A partir de finales de la década de 1970, el partido empezó a perder votantes debido al aumento de los partidos de derecha, lo que llevó a un giro a la derecha del Partido Laborista bajo Gro Harlem Brundtland durante la década de 1980. En 2001, el partido obtuvo sus peores resultados desde 1924. Entre 2005 y 2013, los laboristas volvieron al poder tras comprometerse a un acuerdo de coalición con otros partidos para formar un gobierno mayoritario. Desde que perdieron nueve escaños en 2013, los laboristas han estado en la oposición. El partido perdió otros seis escaños en 2017, lo que supuso el segundo menor número de escaños de los laboristas desde 1924.

## Historia

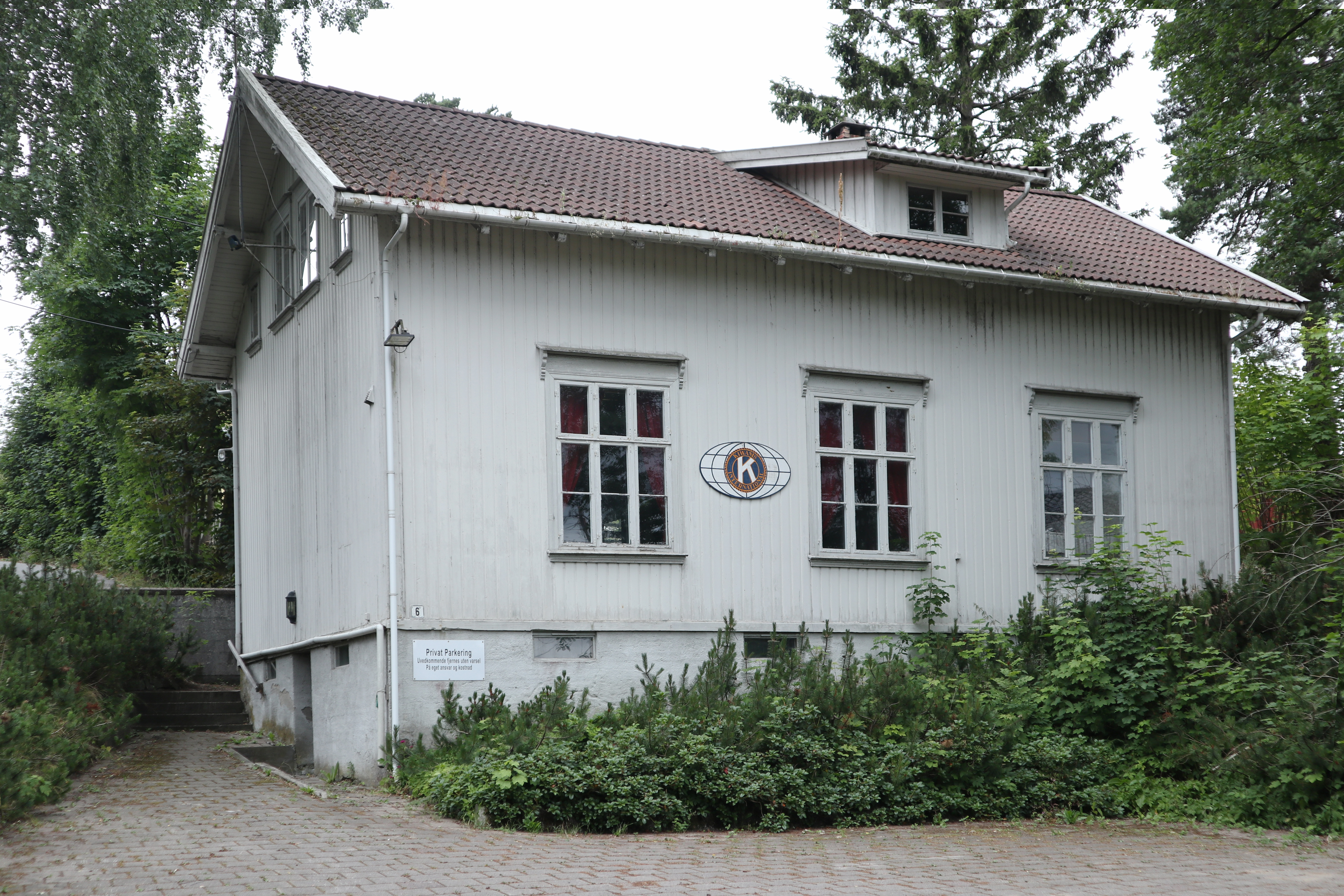
La casa "Sigholts Minde" de Ormetjern, en las afueras de la ciudad de Arendal, donde se fundó el Partido Laborista en 1887.

El partido fue fundado en 1887 en Arendal y no fue hasta 1894 cuando se presentó a sus primeras elecciones para el parlamento noruego, el Storting, consiguiendo entrar por vez primera en 1903. Paulatinamente fue incrementando su apoyo popular y en 1927 pasó a ser el partido más votado del país, manteniendo esa posición hasta hoy en día. El partido fue el único miembro socialdemócrata de la Internacional Comunista (Comintern), una organización comunista, entre 1918 y 1923.
Desde la creación de Vort Arbeide en 1884, el partido contó con una creciente y notable organización de periódicos y otros medios de prensa. El sistema de prensa del partido acabó dando lugar al grupo periodístico Norsk Arbeiderpresse (Prensa Laborista Noruega, actualmente Amedia). En enero de 1913, el partido contaba con 24 periódicos y durante el año se fundaron otros seis. El partido también contó con la revista Det 20de Aarhundre (El Siglo 20). En 1920, el partido tuvo 33 periódicos y 6 periódicos semiprofesionales.
Desde sus raíces como alternativa radical al establishment político, el partido creció hasta su actual dominio a través de varias épocas. El partido experimentó una escisión de algunos socialdemócratas en 1921, causada por la decisión tomada dos años antes de unirse a la Comintern, donde se formó el Partido Laborista Socialdemócrata de Noruega. En 1923, el partido abandonó la Comintern, mientras que una minoría significativa de sus miembros abandonó el partido para formar el Partido Comunista de Noruega. En 1927, los socialdemócratas se reunieron con los laboristas. Algunos comunistas también se unieron a los laboristas, mientras que otros comunistas intentaron una fusión fallida que culminó con la formación del Arbeiderklassens Samlingsparti (Partido Unificado de la Clase Trabajadora).
En 1928, Christopher Hornsrud formó el primer gobierno laborista, pero sólo duró dos semanas. Durante los primeros años de la década de 1930, los laboristas abandonaron su perfil revolucionario y adoptaron un rumbo reformista. Los laboristas volvieron al gobierno en 1935 y se mantuvieron en el poder hasta 1965 (salvo el periodo de exilio de la Segunda Guerra Mundial, entre 1940 y 1945, y un mes en 1963). Durante la mayor parte de los primeros veinte años posteriores a la Segunda Guerra Mundial, Einar Gerhardsen dirigió el partido y el país. Se le suele llamar Landsfaderen (Padre de la Nación) y se le considera uno de los principales artífices de la reconstrucción de Noruega tras la Segunda Guerra Mundial. A menudo, esta se considera la época dorada del Partido Laborista noruego. El partido fue miembro de la Internacional Obrera y Socialista solo entre 1938 y 1940. En 1958, dos miembros de la Liga Juvenil de los Trabajadores (Berge Furre y Kåre Sollund) se pusieron en contacto con diputados del Partido Laborista para que firmaran una petición como parte de lo que se conoce como el Levantamiento de Pascua del Partido Laborista. Todos los diputados que firmaron, excepto uno, se retractaron posteriormente.

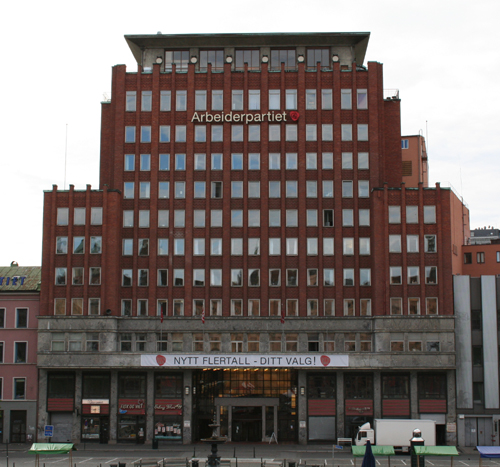
La sede central del partido en Oslo.

Otros periodos de liderazgo del Partido Laborista en el gobierno nacional han sido 1971-1972, 1973-1981, 1986-1989, 1990-1997 y 2000-2001. En las elecciones parlamentarias de 2001, el partido alcanzó un mínimo del 24,3% de los votos, pero siguió siendo el partido más grande del Storting. En las elecciones parlamentarias de 2005, el partido recuperó el apoyo y obtuvo el 32,7% del voto popular. Fue el socio principal de la coalición rojiverde de centro-izquierda que obtuvo la mayoría en estas elecciones de 2005. El líder laborista Jens Stoltenberg se convirtió en primer ministro y encabezó un gobierno de coalición, el primero que conformó el Partido Laborista. Stoltenberg había sido anteriormente primer ministro de 2000 a 2001.
En 2011, el partido cambió su nombre oficial de Partido Laborista Noruego (Det norske arbeiderparti) a Partido Laborista (Arbeiderpartiet). El partido alegó que había habido confusión entre los votantes en los colegios electorales debido a la diferencia entre el nombre oficial y el nombre de uso común. El cambio de nombre hizo que Arbeiderpartiet apareciera en la papeleta electoral, eliminando así cualquier posible confusión. El 22 de julio de 2011, un terrorista abrió fuego contra el campamento de las juventudes del Partido Laborista (entre 13 y 25 años), matando a 69 personas y 8 más en Oslo con una bomba hacia un edificio gubernamental (dirigido por el propio partido).
En las elecciones parlamentarias de 2013, la coalición liderada por el partido perdió las elecciones, aunque siguieron siendo el partido más grande en el Storting. Estas elecciones pusieron fin a los casi diez años de gobierno de Stoltenberg, que siguió siendo el líder del partido hasta que renunció para ser nombrado Secretario General de la OTAN. Jonas Gahr Støre fue elegido nuevo líder del partido el 14 de junio de 2014. En 2017, el partido fue objeto de ataques por parte de piratas informáticos presuntamente procedentes de Rusia.

## Organización
En 2015, el partido contaba con unos 56.000 miembros. Ellos están organizados 19 condados, 434 municipios y en unas 2.500 asociaciones locales. En su punto más alto, en 1950, el partido contó con unos 200.500 miembros.
El órgano supremo del partido es el Congreso del Partido, que se celebra cada dos años. Este congreso elige la dirección del partido que está conformada por el presidente del partido, un vicepresidente y un secretario general. Estas tres personas de la dirección del partido junto a 16 miembros elegidos conforman la Junta Ejecutiva. El órgano supremo entre los congresos es la Reunión Nacional de Delegados, que está formada por la Junta Ejecutiva y dos delegados de cada uno de los 19 condados.
En la actualidad, la dirección está formada por el presidente del partido, Jonas Gahr Støre; la vicepresidenta, Hadia Tajik y; la secretaria general, Kjersti Stenseng. El partido ha variado entre tener uno o dos vicepresidentes.
Desde 2005, el partido tiene una política que exige la plena paridad de género en cada nivel de la organización por encima de la afiliación ordinaria.
La organización juvenil del partido es la Liga Juvenil de los Trabajadores y existe una red de mujeres dentro del partido. El partido participa en las elecciones al Parlamento Sami de Noruega y el trabajo relacionado con este tiene su propia estructura organizativa con siete grupos locales, un congreso bianual, un consejo nacional y el grupo laborista en el Parlamento Sami.

## Líderes del partido
| Nombre                       | Fotografía | Inicio | Fin      | Otros cargos |
| ---------------------------- | ---------- | ------ | -------- | --- |
| Anders Andersen              |            | 1887   | 1888     | |
| Hans G. Jensen               |            | 1888   | 1889     | |
| Christian Holtermann Knudsen |            | 1889   | 1890     | Diputado del Storting (1906-1915) |
| Carl Jeppesen                |            | 1890   | 1892     | Alcalde de Oslo (1917-1919) |
| Ole Georg Gjøsteen           |            | 1892   | 1893     | |
| Gustav Olsen-Berg            |            | 1893   | 1894     | |
| Carl Jeppesen                |            | 1894   | 1897     | |
| Ludvig Meyer                 |            | 1897   | 1900     | |
| Christian Holtermann Knudsen |            |        |          | |
| Christopher Hornsrud         |            | 1903   | 1906     | Primer ministro de Noruega (enero-febrero de 1928) Ministro de Finanzas (enero-febrero de 1928) Vicepresidente del Storting (1928-1934) Diputado del Storting (1912-1936) Alcalde de Modum (1909-1912) |
| Oscar Nissen                 |            | 1906   | 1911     | |
| Christian Holtermann Knudsen |            | 1911   | 1918     | |
| Kyrre Grepp                  |            | 1918   | 1922     | |
| Emil Stang Jr.               |            | 1922   | 1923     | Presidente de la Corte Suprema de Noruega (1946-1952) |
| Oscar Torp                   |            | 1923   | 1945     | Primer ministro de Noruega (1951-1955) Ministro de Provisiones y Reconstrucción (1945-1948) Ministro de Finanzas (1939-1942) Diputado del Storting (1937-1958) Ministro de Asuntos Sociales (1936-1939) Ministro de Defensa (1935-1936; 1942-1945) Alcalde de Oslo (enero-marzo de 1935; enero-noviembre de 1936) |
| Einar Gerhardsen             |            | 1945   | 1965     | Primer ministro de Noruega (1945-1951; 1955-1963; 1963-1965) Presidente del Storting (1954-1955) Presidente del Consejo Nórdico (enero-diciembre de 1954) Diputado del Storting (1945-1969) |
| Trygve Bratteli              |            | 1965   | 1975     | Primer ministro de Noruega (1971-1972; 1973-1976) Presidente del Consejo Nórdico (junio-septiembre de 1978) Ministro de Transportes y Comunicaciones (1960-1963; 1963-1964) Ministro de Finanzas (1951-1955; 1956-1960) Diputado del Storting (1950-1981)                                                         |
| Reiulf Steen                 |            | 1975   | 1981     | Embajador de Noruega en Chile (1992-1996) Vicepresidente del Storting (1985-1989) Ministro de Comercio y Navegación (1979-1981) Ministro de Transportes y Comunicaciones (1971-1972) Diputado del Storting (1977-1993)                                                                                            |
| Gro Harlem Brundtland        |            | 1981   | 1992     | Directora general de la Organización Mundial de la Salud (1998-2003) Primera ministra de Noruega (febrero-octubre de 1981; 1986-1989; 1990-1996) Ministra de Medio Ambiente (1974-1979) Diputada del Storting (1977-1997)                                                                                         |
| Thorbjørn Jagland            |            | 1992   | 2002     | Secretario general del Consejo de Europa (2009-2019) Presidente del Comité Noruego del Nobel (2009-2015) Ministro de Relaciones Exteriores (2000-2001) Primer ministro de Noruega (1996-1997) Diputado del Storting (1993-2009)                                                                                   |
| Jens Stoltenberg             |            | 2002   | 2014     | Secretario general de la OTAN (2014-presente) Primer ministro de Noruega (2000-2001; 2005-2013) Ministro de Finanzas (1996-1997) Ministro de Industria y Energía (1993-1996) Diputado del Storting (1993-2017) |
| Jonas Gahr Støre             |            | 2014   | presente | Primer ministro de Noruega (2021-presente) Ministro de Salud y Servicios de Atención (2012-2013) Diputado del Storting (2009-presente) |

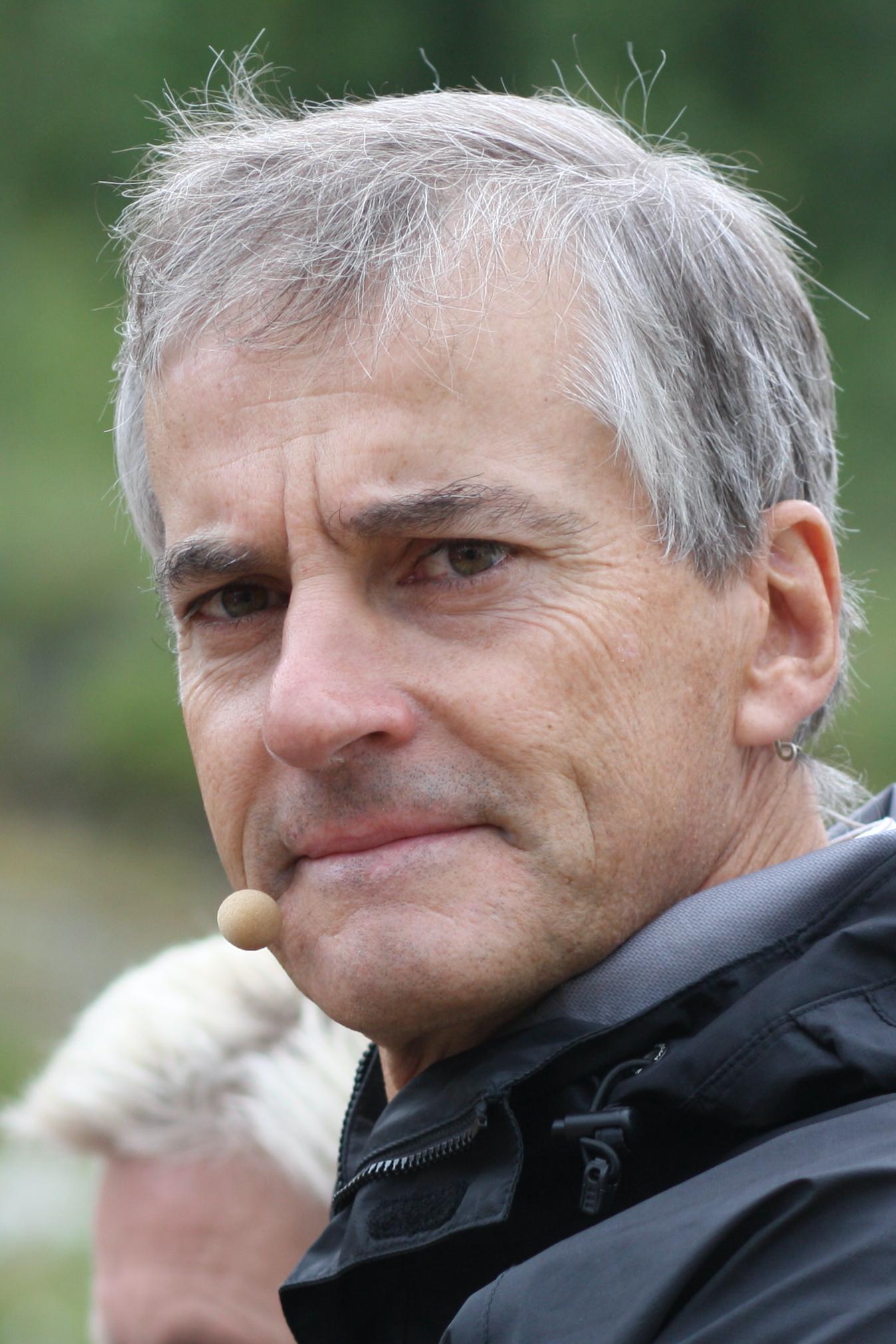
Jonas Gahr Støre, actual líder del partido desde 2014.

## Resultados electorales
|  | 0,3 % |

|  | 0,6 % |

|  | 3,0 % |

|  | 9,7 % |

|  | 16,0 % |

|  | 21,5 % |

|  | 26,2 % |

|  | 32,0 % |

|  | 31,6 % |

|  | 21,3 % |

|  | 18,4 % |

|  | 36,8 % |

|  | 31,4 % |

|  | 40,1 % |

|  | 42,5 % |

|  | 41,0 % |

|  | 45,7 % |

|  | 46,7 % |

|  | 48,3 % |

|  | 46,8 % |

|  | 43,1 % |

|  | 46,5 % |

|  | 35,3 % |

|  | 42,3 % |

|  | 37,2 % |

|  | 40,8 % |

|  | 34,3 % |

|  | 36,91 % |

|  | 35,00 % |

|  | 24,29 % |

|  | 32,69 % |

|  | 35,37 % |

|  | 30,84 % |

|  | 27,37 % |

|  | 26,3 % |